# Diocese de Münster
A Diocese de Münster (em latim: Dioecesis Monasteriensis e em alemão:  Bistum München) é uma circunscrição eclesiástica da Igreja Católica na Alemanha, sufragânea da Arquidiocese de Colônia.

## Território
Localiza-se na porção norte-central da Alemanha, e consiste em duas porções geograficamente separadas: uma na Renânia do Norte-Vestfália, e a outra na Baixa Saxônia, com o território correspondente ao antigo estado de Oldemburgo. A sé episcopal é a cidade de Münster, onde se localiza a Catedral de São Paulo.
O território é dividido em 675 paróquias.

## História
A diocese foi erigida no ano de 800. No século XIII os bispos adquiriram o poder temporal sobre o território da diocese, e assim se manteve até a secularização feita no episódio conhecido como Mediatização Alemã, em 1803. Ao contrário das áreas ao redor do bispado de Münster, este era um estado confessional católico. 
Em 16 de julho de 1821, a diocese foi ampliada, incorporando os territórios que haviam pertencido ao Vicariato Apostólico das Missões do Norte. 
Em 23 de fevereiro de 1957, vendeu uma parte de seu território em benefício da elevação da diocese de Essen. 

## Prelados
- São Ludgero (791 - 26 de março de 809)
- Gerfrido (809 - 12 de setembro de 839)
- Altfrido (? - 22 de abril de 849)
- Liutberto (? - 27 de abril de 871)
- Berthold (? - cerca de 24 de março de 875)
- Wolfelmo (? - depois de 7 de julho de 892)
- Nidhard (? - cerca de 26 de maio de 922)
- Rumoldo (? - 19 junho de 941)
- Ildeboldo (942 - 17 de novembro de 967)
- Dodo (? - 993)
- Suidgero (993 - 19 de novembro de 1011)
- Teodorico (1011 - 23 de janeiro de 1022)
- Siegfried de Walbeck (Waldeck) (1022 - 27 de novembro de 1032)
- Ermanno (1032 - 22 de julho de 1042)
- Rudberto (1042 - 16 de novembro de 1063)
- Frederick (1063 - 18 de abril de 1084)
- Erpho (1085 - 9 de novembro de 1097)
- Burchard de Holte (1097 - 19 de março de 1118)
- Teodorico de Winzenburg (1118 - 28 de fevereiro de 1127)
- Egberto (1127 - 9 de janeiro de 1132)
- Werner Steußlingen (1132 - 7 de dezembro de 1151)
- Frederick de São (1152 - 29 de dezembro 1168 falecido)
- Ludwig de Wippra (13 de Novembro 1169 - 26 de dezembro 1173)
- Herman de Katzenelnbogen (1173 - 8 de junho de 1203)
- Otto de Oldenburg (1204 - 06 de março, 1218)
- Teodorico de Isenberg (22 de Julho 1218 - 1226)
- Ludolf de Holte (1227 - 10 de Junho 1248)
- Otto de Lippe (01 de novembro 1248 - 21 de junho 1259)
- William Holte (1259 - 30 de dezembro de 1260)
- Gerardo de la Marca (27 de janeiro 1261 - 11 de agosto de 1272)
- Everardo Diest (20 de abril de 1275 - 5 de abril de 1301)
- Ottone Rietberg (28 de abril de 1301 - 18 de outubro de 1306) 
  - Conrad Berg (1306 - 1310)
- Ludwig de Hesse (18 de março de 1310 - 18 de agosto de 1357)
- Adolfo de Mark (6 de novembro de 1357 - 21 de junho de 1363)
- Johann de Virneburg (21 de junho de 1363 - 24 de abril de 1364)
- Wevelinghoven Fiorenzo di (24 de abril de 1364 - 7 de novembro de 1379)
- Johann Potho de Pothenstein (9 de abril de 1379 - 1381)
- Inderico Lobo Lüdinghausen (28 de abril de 1381 - 9 de abril de 1392)
- Ottone Hoya (10 de junho de 1392 - 4 de outubro de 1424)
- Erinco Moers (14 de março de 1425 - 2 de junho de 1450)
- Walram von Moers (14 de outubro de 1450 - 3 de outubro de 1456) 
  - Johann der Pfalz Palatinado (11 de abril de 1457 - 20 de maio de 1465)
  - Henry de Schwarzburg (20 de junho de 1466 - 24 de dezembro de 1496)
- Conrado de Rietberg (18 de abril de 1497 - 9 de fevereiro de 1508)
- Eric de Saxe-Lauenburg (16 de agosto de 1508 - 20 de outubro de 1522)
- Frederick de Wied (30 de janeiro de 1523 - 12 de dezembro de 1531) 
  - Eric de Brunswick-Grubenhagen (27 de março de 1532 - 14 de maio de 1532)
- Franz von Waldeck (16 de agosto 1532 - 15 de julho de 1553)
- Wilhelm von Ketteler (29 de novembro 1553 - 2 de dezembro de 1557)
- Bernhard von Raesfeld (23 de dezembro de 1558 - 25 de outubro de 1566)
- Johann von Hoya (23 de julho de 1567 - 5 de abril de 1574)
- Johann Wilhelm von Jülich-Cleves (5 de abril de 1574 - 8 de maio de 1585)
- Ernest da Baviera (27 de novembro de 1585 - 17 de fevereiro de 1612)
- Ferdinand da Baviera (18 de fevereiro de 1612 - 13 de setembro de 1650)
- Christoph Bernhard von Galen (22 de maio de 1651 - 19 de setembro de 1678)
- Ferdinand von Fürstenberg (19 de setembro de 1678 conseguiu - 26 Junho 1683)
- Maximiliano Henrique da Baviera (11 de setembro de 1683 - 3 de junho de 1688)
- Friedrich Christian von Plettenberg (20 de dezembro de 1688 - 5 de maio de 1706)
- Franz Arnold von Wolff-Metternich zur Gracht (8 de junho de 1707 - 25 de dezembro de 1718)
- Clemens August da Baviera (26 de abril de 1719 - 6 de fevereiro de 1761)
- Maximilian Friedrich von Königsegg-Rothenfels (20 de dezembro de 1762 - 15 de abril de 1784)
- Maximiliano de Habsburgo-Lorena (15 de abril de 1784 - 29 de julho de 1801) 
  - Sede vacante (1801-1820)
- Ferdinand III von Lüninck (28 de agosto de 1820 - 18 de março de 1825)
- Max Kaspar von Droste zu Vischering (17 de dezembro de 1825 - 3 de agosto de 1846)
- Bernard Georg Kellermann (28 de março de 1847 - 29 de março de 1847)
- Johann Georg Müller (4 de outubro de 1847 - 19 de janeiro 1870)
- Johannes Bernhard Brinkmann (27 de junho 1870 - 13 de abril de 1889)
- Dingelstad Jakob Hermann (30 de dezembro de 1889 - 6 de março de 1911)
- Felix von Hartmann (27 de julho de 1911 - 2 de dezembro de 1912)
- Johannes Poggenburg (4 de julho de 1913 -  6 de janeiro de 1933) 
  - Wilhelm Heinrich Heufers (maio de 1933 - julho de 1933)
- Beato Clemens August von Galen (5 de setembro de 1933 - 22 de março de 1946)
- Michael Keller (19 de julho de 1947 - 7 de novembro de 1961)
- Joseph Hoffner (9 de julho de 1962 - 6 de janeiro de 1969)
- Heinrich Tenhumberg (7 de julho de 1969 - 16 de setembro de 1979)
- Reinhard Lettmann (11 de janeiro de 1980 - 28 de março de 2008)
- Felix Genn (19 de dezembro de 2008 - 9 de março de 2025)

## Estatísticas
A diocese, até o final de 2004, havia batizado 2 056 427 pessoas em uma população de 4 317 937, correspondendo a 47,6% do total.